# Girolamo Simoncelli
Girolamo Simoncelli (Orvieto, 1522 - Roma, 24 de fevereiro de 1605) foi um cardeal do século XVII.

## Biografia
Nasceu em Orvieto em 1522. Filho de Antonio Simoncelli, conde de Castel Piero e patrício de Orvieto, e Cristofora Ciocchi del Monte. Sobrinho-neto do Papa Júlio III, por parte de mãe. Parente (sobrinho ou primo) do Cardeal Fulvio Giulio della Corgna (sobrinho ou primo). Seu primeiro nome também está listado como Gerolamo e seu sobrenome como Simonelli.
Entrou na casa de seu tio-avô, o futuro papa..
Criado cardeal diácono no consistório de 22 de dezembro de 1553; recebeu o gorro vermelho e a diaconia de Ss. Cosma e Damiano, 5 de dezembro de 1554..
Eleito bispo de Orvieto, 25 de junho de 1554. Participou do Conclave de abril de 1555, que elegeu o Papa Marcelo II. Participou do Conclave de maio de 1555, que elegeu o Papa Paulo IV. Participou do conclave de 1559, que elegeu o Papa Pio IV. Renunciou ao governo da diocese antes de 17 de abril de 1562. Participou do conclave de 1565-1566, que elegeu o Papa Pio V. Nomeado administrador da sé de Orvieto, 1570; ocupou o cargo até sua morte. Participou do conclave de 1572, que elegeu o Papa Gregório XIII..
Ordenado sacerdote pelo cardeal Fulvio Giulio della Corgna, OSIo.Hieros., poucos meses antes de sua consagração episcopal. Recebeu a consagração episcopal em 8 de novembro de 1573, na catedral de Perugia, do cardeal Fulvio Giulio della Corgna, OSIo.Hieros., bispo de Perugia, auxiliado por Giovanni Tommaso Sanfelice, ex-bispo de Cava e governador de Perugia, e por Bernardino de Cuppis, bispo de Osimo. Participou do conclave de 1585, que elegeu o Papa Sisto V. Optou pela ordem dos presbíteros e pelo título de S. Prisca, em 15 de janeiro de 1588. Participou do Conclave de setembro de 1590, que elegeu o Papa Urbano VII. Participou do Conclave do outono de 1590, que elegeu o papa Gregório XIV. Participou no conclave de 1591, que elegeu o Papa Inocêncio IX. Participou do conclave de 1592, que elegeu o Papa Clemente VIII. Optou pelo título de S. Maria em Trastevere, em 30 de março de 1598. Cardeal primoprete . Optou pela ordem dos cardeais bispos e pela sé suburbicária de Albano, a 21 de fevereiro de 1600. Optou pela sé suburbicária de Frascati, a 24 de abril de 1600. Optou pela sé suburbicária de Porto e Santa Rufina, a 16 de junho de 1603. Sub- decano do Sacro Colégio dos Cardeais..
Morreu em Roma em 24 de fevereiro de 1605. Enterrado na igreja de S. Maria del Popolo, Roma..